# Beara
Beara é um gênero de traça pertencente à família Arctiidae.